# Jastrzębik (dopływ Muszynki)
Jastrzębik – potok, prawy dopływ Muszynki o długości 5,94 km i powierzchni zlewni 7,83 km².
Źródła potoku znajdują się na wysokości około 850 m n.p.m., na południowych stokach Jaworzyny Krynickiej. Spływa w południowym (z odchyleniem na wschód) kierunku przez miejscowość Jastrzębik i w Muszynie uchodzi do Muszynki.
Cała zlewnia potoku Jastrzębik znajduje się w Paśmie Jaworzyny Beskidu Sądeckiego. Orograficznie lewe zbocza jego doliny tworzy południowo-wschodni grzbiet Jaworzyny Krynickiej z wzniesieniami: Bystry Wierch, Palenica, Szczawna Góra, Smreczyny i Jastrzębska Góra, prawe południowy grzbiet Jaworzyny z wzniesieniami: Zaruby, Nowińska Góra i Wielki Łazek.
W dolinie potoku Jastrzębik znajdują się rzadkie w Polsce mofety oraz źródła wód mineralnych. Jedno z nich (Źródło św. Łukasza), znajdujące się naprzeciwko cerkwi, tuż przy korycie potoku Jastrzębik, jest obudowane i udostępnione.